# 마루모토 유헤이
마루모토 유헤이(일본어: 丸本 侑平, 1991년 5월 21일 ~ )는 일본의 전 축구 선수이다.

## 구단 경력
과거 후지에다 MYFC에서 활동하였다.